# Szczycieński
Szczycieński là một huyện thuộc tỉnh Warmińsko-Mazurskie của Ba Lan. Huyện có diện tích 1933 km². Đến ngày 1 tháng 1 năm 2011, dân số của huyện là 69368 người và mật độ 36 người/km².